# Filmax
Filmax Entertainment é uma companhia de produção cinematográfica espanhola com a maior parte do seu capital sob o comando de Julio Fernández Rodríguez. Ela foi criada em 1953 como distribuidora de filmes estadunidenses. A empresa dedica-se hoje à produção e distribuição de filmes de diferentes gêneros do cinema espanhol.